# 夏尔·勒·巴尔吉

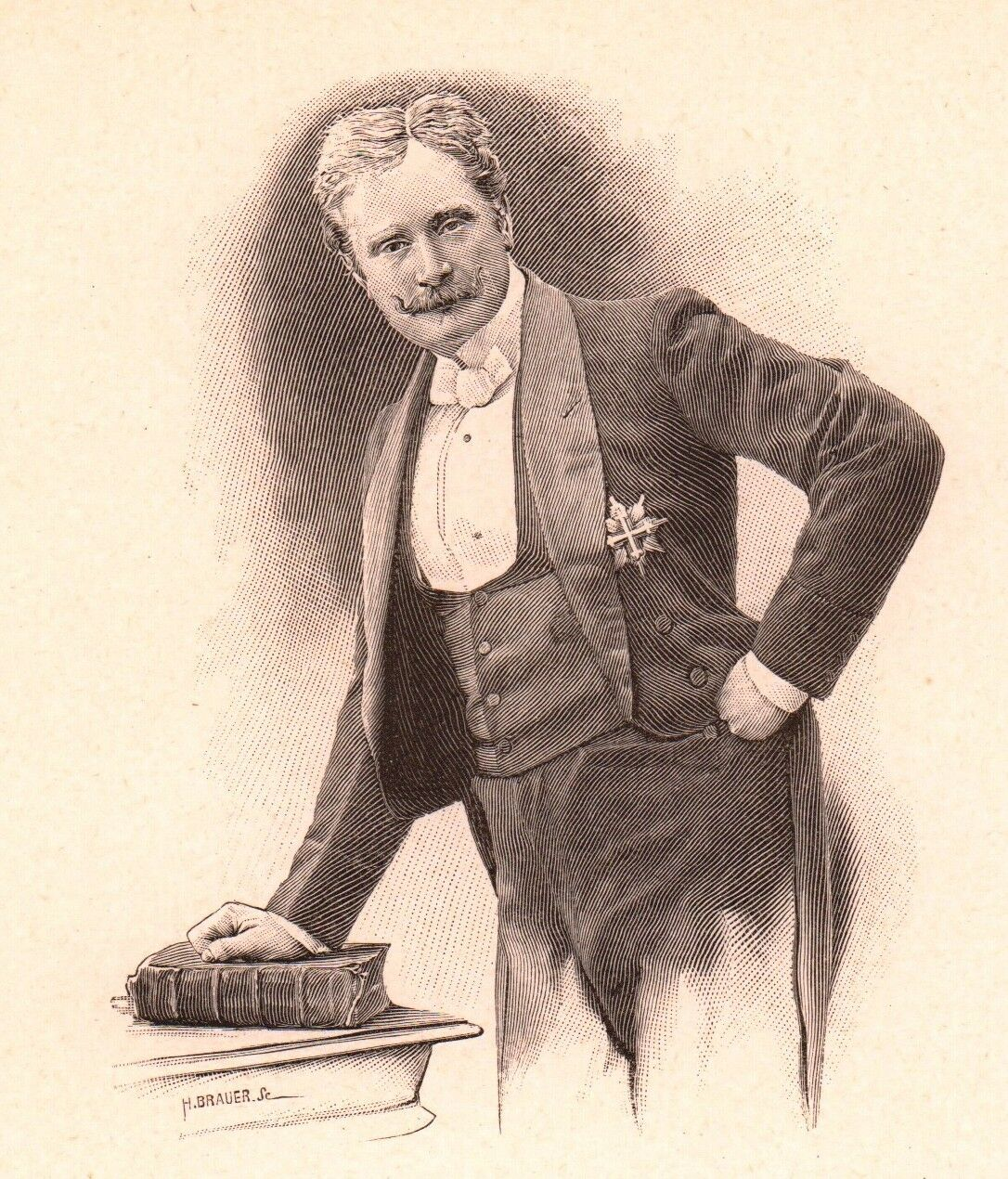
夏尔·勒·巴尔吉

夏尔·古斯塔夫·奥古斯特·勒·巴尔吉（法語：Charles Gustave Auguste le Bargy，1858年8月28日—1936年2月5日）是一名法国演员和早期电影导演。
夏尔·勒·巴尔吉出生于巴黎的拉夏贝尔区。他青年时代就富有表演方面的才能，1887年成为法兰西喜剧院的成员。1910年，由于与喜剧院发生矛盾而退出。在此期间，他参与的主要戏剧有《决斗》（Le Duel）、《谜》（L'Énigme）、《普里奥拉侯爵》（Le Marquis de Priola）、《另一个危险》（L'Autre Danger）和《迷宫》（Le Dédale）。
夏尔·勒·巴尔吉也参演和执导过一些早期法国电影，如1908年的《暗杀吉斯公爵》和1909年的《托斯卡》。
夏尔·勒·巴尔吉曾有过一段婚姻，他于1898年和宝琳·本达结婚，数年后两人离婚。

## 部分出演电影
- 鲜血的呼唤（英语：The Call of the Blood）（1920年）
- 雷加米埃夫人（英语：Madame Récamier (1928 film)）（1928年）